# Erik Werner Tawaststjerna
Erik Werner Tawaststjerna (né le 10 octobre 1916 à Mikkeli et mort le 22 janvier 1993 à Helsinki) est le musicologiste finlandais le plus connu de sa génération.
Il est aussi pianiste, pédagogue, critique musical, et le biographe de Jean Sibelius.

## Ouvrages
- (fi) Sibeliuksen pianosävellykset ja muita esseitä, Otava, 1955, 186 p.
- (sv) Ton och tolkning: Sibelius-studier Helsingfors, 1957
- (en) The pianoforte compositions of Sibelius, Otava, 1957, 104 p.
- (fi) Sergei Prokofjevin ooppera Sota ja rauha, Helsinki, Otava, 1960, 176 p.
- (fi) Sibeliuksen pianoteokset säveltäjän kehityslinjan kuvastajina, Otava, 1960, 154 p.
- (fi) Jean Sibelius 1–5  (trad. Tuomas Anhava, Seppo Heikinheimo, Erkki Salmenhaara), Helsinki, Otava, 1965–1988
- (fi) Esseitä ja arvosteluja, Helsingin Sanomat, 1976, 251 p.
- (fi) Laulujen keskeltä. Valikoima kirjoituksia, Otava, 1982, 332 p.
- (fi) Voces intimae: muistikuvia lapsuudesta, Otava, 1990 (ISBN 951-1-11481-6)
- (fi) Scènes historiques. Kirjoituksia vuosilta 1945–1958, Helsinki, Otava, 1992
- (fi) Erik T. Tawaststjerna (ed.), Sibelius, Otava, 1997, 463 p. (ISBN 951-1-14231-3)

## Prix et récompenses
- 1989, Prix Tieto-Finlandia